# 高都东岳庙
高都东岳庙，俗称东大庙、八槐庙，位于山西省晋城市泽州县城东北21公里的高都镇东北的北街村辖区。
高都东岳庙创建于金大定年间，清康熙五十七年与乾隆五年重修。前后两进院落，现存山门、天齐殿、藏经阁及垛殿等。其中天齐殿为金代遗构，其余均为明清重建。
主殿天齐殿供奉齐天大帝，殿前前檐敞廊的廊柱、门框、殿内神坛均有金代题记，大定十八年（1178年）、大定二十五年（1185年）、大定二十九年（1189年），表明创建年份。面阔三间，进深六椽，单檐歇山顶，建筑形制简洁，梁架斗拱规整，殿顶三彩琉璃剪边，神台基座和石质的门额、门槛，雕刻的各种花纹图案精美，刀法上乘。殿内五尊泥塑完好。
1986年8月18日，高都东岳庙公布为第二批山西省文物保护单位，属于古建筑及历史纪念建筑物类，编号2-95。